# Henryk Bukowski

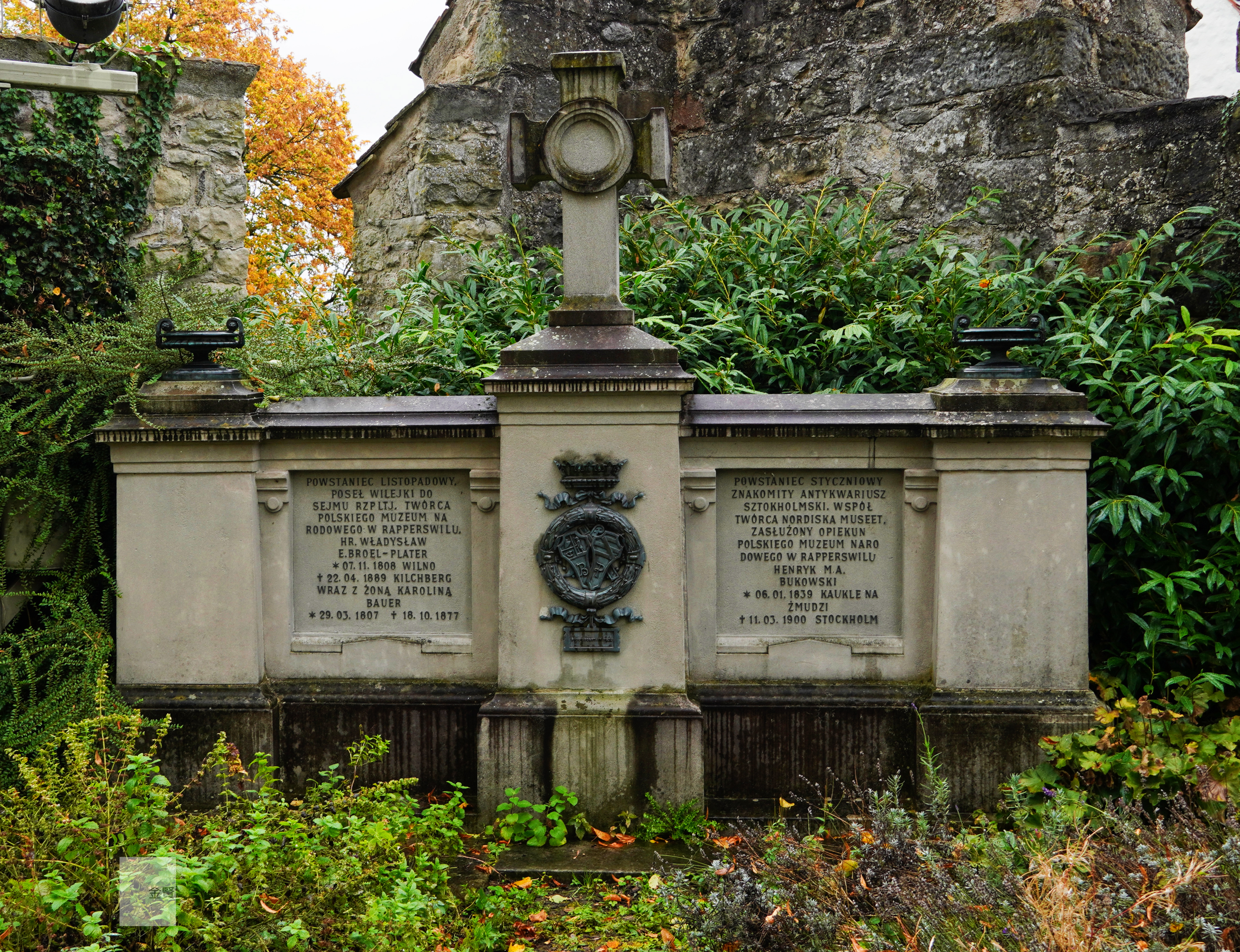
Tablica pamiątkowa, Muzeum Polskie w Rapperswilu

Henryk Bukowski (ur. 6 stycznia 1839 w Kauklach na Kowieńszczyźnie, zm. 11 marca 1900 w Sztokholmie) – polski antykwariusz w Szwecji, wcześniej uczestnik powstania styczniowego, emigrant polityczny, członek wieczysty Towarzystwa Muzeum Narodowego Polskiego w Rapperswilu od 1891.

## Życiorys
Syn Adama i Izabeli z Bortkiewiczów, urodził się w majątku rodzinnym Kaukle w regionie Lauda (powiat poniewieski).
Ukończył studia na Uniwersytecie Moskiewskim. Po upadku powstania przedostał się do Szwecji. W 1870 roku założył polski antykwariat w Sztokholmie, który odegrał rolę polskiej stacji naukowej w Szwecji. Istnieje on do dziś jako Dom Aukcyjny Bukowskis. Był współzałożycielem Nordiska Museet. Aktywnie wspierał polskie muzeum w Rapperswilu oraz muzea i biblioteki w Krakowie. Był członkiem Ligi Polskiej.

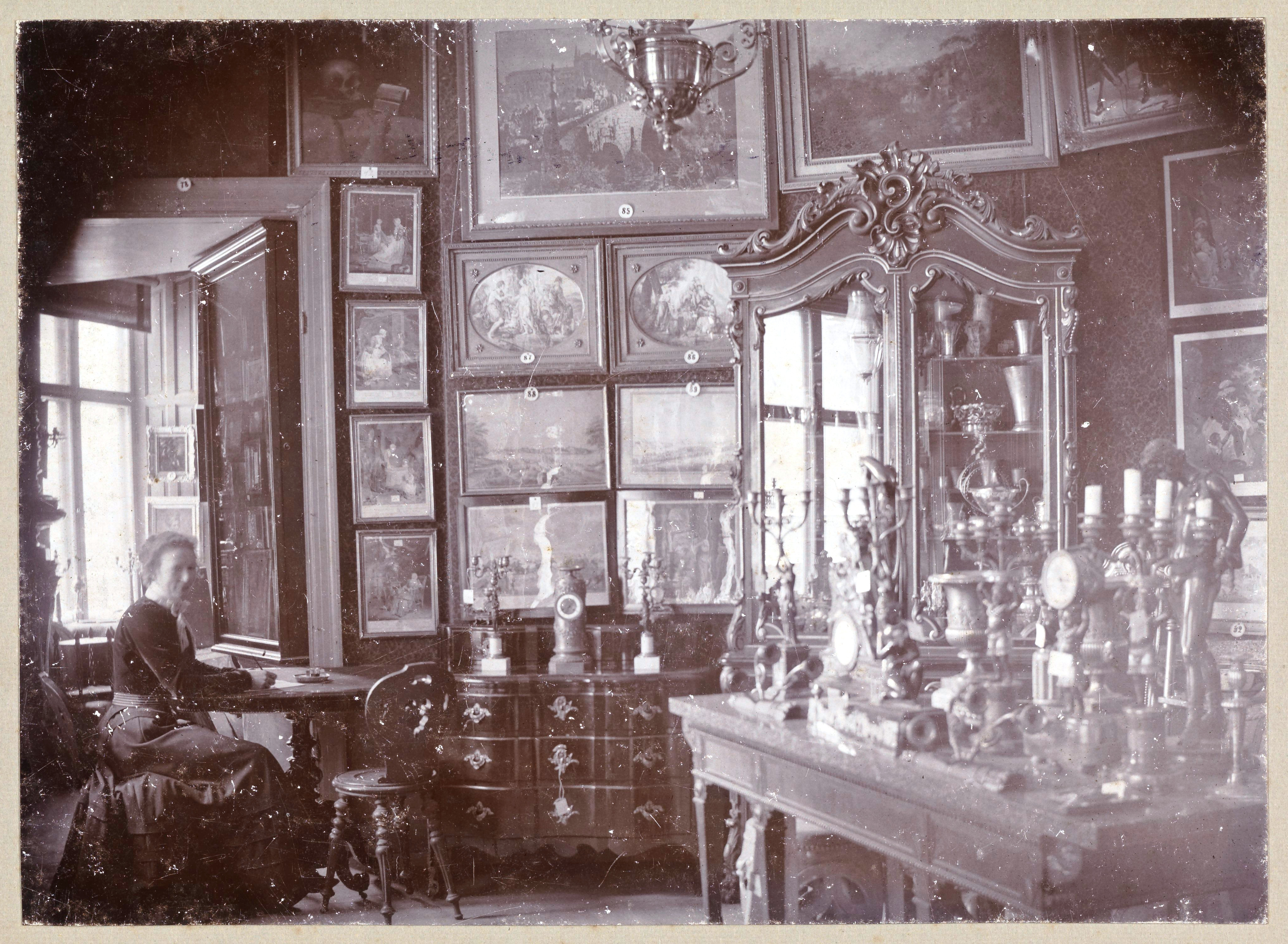
Antykwariat Henryka Bukowskiego

Zmarł w Sztokholmie i tam go pochowano tymczasowo, planując przewiezienie do Krakowa lub do grobu rodzinnego w Poszołatach w guberni kowieńskiej. Na żądanie mieszkających za granicą rodaków podjęto decyzję o przewiezieniu zwłok do Rapperswilu i pochowania obok hr Władysława Platera, założyciela Muzeum, gdzie 8 sierpnia 1900 roku odbył się ponowny pogrzeb.

## Literatura dodatkowa
- Adam Lewak: Bukowski Henryk. W: Polski Słownik Biograficzny. T. 3: Brożek Jan – Chwalczewski Franciszek. Kraków: Polska Akademia Umiejętności – Skład Główny w Księgarniach Gebethnera i Wolffa, 1937, s. 120–121. Reprint: Zakład Narodowy im. Ossolińskich, Kraków 1989, ISBN 83-04-03291-0.